# Sørhausane
Sørhausane är en bergstopp i Antarktis. Den ligger i Östantarktis. Norge gör anspråk på området. Toppen på Sørhausane är 2 155 meter över havet, eller 154 meter över den omgivande terrängen. Bredden vid basen är 1,0 km.
Terrängen runt Sørhausane är platt åt sydost, men åt nordväst är den kuperad. Trakten är obefolkad. Det finns inga samhällen i närheten.